# Lowell Mason
Lowell Mason (8. ledna 1792 Medfield – 11. srpna 1872 Orange Mountain) byl americký hudební skladatel, sbormistr a pedagog. Je pokládán za otce americké církevní hudby.

## Život
Od dětství tíhl k hudbě. Když mu bylo dvacet let, našel si zaměstnání ve finanční instituci ve městě Savannah v americká státě Georgie. Musel sice svůj hudební koníček opustit, nicméně poznal německého imigranta F. L. Abela, s nímž se mohl opět vrátit k hudbě a začít komponovat. Zaměřil se na církevní hudbu a jeho skladby se staly součástí zpěvníku, který vydala bostonská Händelovská a Haydnovská společnost (v originále Boston Handel and Haydn Society). Vedení společnosti před tiskem předložilo hudební skladby ke kontrole G. K. Jacksonovi, tehdy největšímu kritikovi v Bostonu. Ten po prostudování skladby schválil a přidal několik vlastních výtvorů, takže roku 1822 mohl vyjít sborník Collection of Church Music (v překladu Sbírka chrámových skladeb). Sám Mason ale mezi autory skladeb uveden není, neboť – jak sám vysvětloval – působil ve finanční instituci a nechtěl být spojovaný s hudbou. Navíc podle svých slov ani neplánoval, že by se hudbou někdy v budoucnu živil.
Zpěvník rychle získal popularitu v hudebních školách po celé Nové Anglii a vyšla celkem v sedmnácti vydáních. Vlivem toho se Mason roku 1826 rozhodl věnovat se hudbě profesionálně. Stal se sbormistrem v několika bostonských kostelích. Od roku 1827 se Mason stal prezidentem a dirigentem Boston Handel and Haydn Society. Cestoval rovněž po Evropě, kde navštěvoval tamní hudební školy a sledoval jejich metody, aby je pak mohl následně po svém návratu do Severní Ameriky implementovat do svých postupů hudební výchovy.
Založil Bostonskou akademii hudby, aby jejím prostřednictvím mohl umožnit přístup k hudbě co nejširší veřejnosti. Mezi jeho žáky patřil například William Batchelder Bradbury. Roku 1851 se Mason přestěhoval do New Yorku. I zde hudebně působil a dojížděli sem za ním sbormistři také z jiných měst, aby se přiučili jeho postupům. Newyorská univerzita mu za jeho zásluhy udělila čestný doktorát.
Roku 1817 se oženil s Abigail Gregoryovou pocházející z Leesborough ze státu Massachusetts. Z manželství vzešli čtyři synové, a sice Daniel Gregory, Lowell, William a nejmladší Henry. Dva nejstarší v dospělosti vlastnili nakladatelství Mason Bros.

## Dílo
Mason je autorem více než 1600 náboženských písní, mezi něž se řadí například „Má víra pohlíží“, „Blíž tobě, Bože můj“ či „Ó pracuj, dřív se schýlí“, které jsou součástí Evangelického zpěvníku užívaného od roku 1979 Českobratrskou církví evangelickou. Skladba „Blíž tobě, Bože můj“ je rovněž pod číslem 23 obsažena ve zpěvníku Církve československé husitské a dále též v římskokatolickém kancionálu, kde má číslo 901 a název „Blíž k tobě, Bože můj“. Skladbu dále využil filmový režisér James Cameron ve svém snímku Titanic, kde píseň hraje smyčcový kvartet na palubě právě se potápějící lodi.